# Liste der Bodendenkmale in der Samtgemeinde Hattorf am Harz
In der Liste der Bodendenkmale in der Samtgemeinde Hattorf am Harz sind die Bodendenkmale der niedersächsischen Samtgemeinde Hattorf am Harz aufgeführt. Die Quelle ist der Denkmalatlas Niedersachsen.
- Bitte beachten Sie, dass diese Liste keinen Anspruch auf Vollständigkeit erhebt.
- Die Angaben ersetzen nicht die rechtsverbindliche Auskunft der zuständigen Denkmalschutzbehörde.
- Es sind nur Daten aus dem Denkmalatlas verarbeitet.
- Der Stand der Liste ist der 23. März 2025.

Samtgemeinde Hattorf am Harz im Landkreis Göttingen

## Allgemein
In den Spalten finden sich folgende Informationen des Bodendenkmales:
| Lage         | geographische Koordinaten                                                           |
| Bezeichnung  | Bezeichnung lt. Denkmalatlas                                                        |
| Beschreibung | Beschreibung lt. Denkmalatlas                                                       |
| ID           | Objekt-ID                                                                           |
| Bild         | Bild, ggf. zusätzlich mit Link zu weiteren Fotos im Medienarchiv Wikimedia Commons. |

## Hattorf am Harz
| Lage                         | Bezeichnung                               | Beschreibung | ID       | Bild |
| ---------------------------- | ----------------------------------------- | --- | -------- | ---- |
| 51° 37′ 0″ N, 10° 17′ 10″ O  | Hattorf am Harz 16, Grabhügel             | Durchmesser ca. 18 m und Höhe ca. 1 m. Ebenmäßig weit gewölbt. Rand allmählich auslaufend. Ohne erkennbare Störung. | 28943713 | BW   |
| 51° 36′ 54″ N, 10° 16′ 57″ O | Hattorf am Harz 18, Grabhügel             | Durchmesser ca. 16 m und Höhe ca. 0,9 m. Weit und ebenmäßig. Rand allmählich auslaufend. Ohne erkennbare Störung. | 28943715 | BW   |
| 51° 36′ 56″ N, 10° 16′ 57″ O | Hattorf am Harz 20, Grabhügel             | Durchmesser ca. 20 m und Höhe ca. 0,8 m. Weit und ebenmäßig. In der Mitte angetrichtert, sonst keine Störung erkennbar. | 28943717 | BW   |
| 51° 37′ 24″ N, 10° 16′ 0″ O  | Hattorf am Harz 27, Grabhügel             | Durchmesser ca. 16 m und Höhe ca. 0,4 m. Flach gewölbt mit flach auslaufendem Rand. Ohne erkennbare Störung. | 28943724 | BW   |
| 51° 37′ 22″ N, 10° 15′ 59″ O | Hattorf am Harz 28, Grabhügel             | Durchmesser ca. 17 – 18 m und Höhe ca. 1,2 m. Flach gewölbt, nach Süden deutlich abgesetzt. Am Wegesrand leicht beschädigt. Sonst keine erkennbare Störung. | 28943725 | BW   |
| 51° 37′ 28″ N, 10° 14′ 58″ O | Hattorf am Harz 32, Grabhügel             | Durchmesser ca. 20 m und Höhe ca. 1,6 m. Hochgewölbt mit abgesetztem Rand. Am NO-Rand längliche Eintiefung (Holzrücken), sonst keine erkennbare Störung. | 28943822 | BW   |
| 51° 38′ 2″ N, 10° 13′ 17″ O  | Hattorf am Harz 34, Grabhügel             | Größe ca. 18 × 15 m und Höhe ca. 0,5 m. Weit und flach gewölbt. Rand allmählich auslaufend. Im Südwestteil durch Windbruchrinne stark gestört. | 28943824 | BW   |
| 51° 37′ 37″ N, 10° 14′ 35″ O | Hattorf am Harz 35, Grabhügel             | Durchmesser ca. 10 m und Höhe ca. 0,6 m. Ebenmäßig gewölbt. Rand allmählich auslaufend. Nordrand vom Fastweg geschnitten. Sonst ohne erkennbare Störung. | 28943825 | BW   |
| 51° 39′ 10″ N, 10° 14′ 10″ O | Hattorf am Harz 77, Befestigung Pipesburg | Folgende Teile sind erhalten: runder Kirchturm, aus Naturstein-Blöcken errichtet; lässt heute noch den Charakter eines Wehrturmes erkennen (Gegenstand der Bau- und Kunstdenkmalpflege). Südöstlich der Kirche Reste eines Befestigungsgrabens. Ein Ortsadelsgeschlecht der Herren von Hattorf erscheint zwischen 1241 und 1332 in den Quellen. Der Bereich um die Kirche wird in den ältesten Kirchenbüchern „Pipesburg“ genannt. Weiteres ist zu der Burganlage nicht bekannt. Der runde Kirchturm wird als Überrest der Burg angesehen. Es haben aber bisher keine Untersuchungen zur Verifizierung dieser Annahme stattgefunden. Südöstlich der Kirche waren früher noch Reste eines Befestigungsgrabens sichtbar. Bei Ausschachtungsarbeiten ist mehrere Male Brandschutt gefunden worden. | 28943961 | BW   |
| 51° 38′ 0″ N, 10° 16′ 1″ O   | Hattorf am Harz 84, Wüstung Barkevelde    | Ausdehnung des Wüstungsareals je ca. 450 m von N-S und W-O. Die Auswertung von Luftbildern ergab Bewuchsmerkmale von mindestens 20 meist quadratischen oder rechteckigen Gruben oder Grubenhäusern, mehreren 6-Pfosten-Speichern sowie dem Steinfundament einer Kirche mit umgebendem Ringgraben. 1 Hausstelle durch Feldbegehungen sicher lokalisiert. Mittelalterlich. Nach Keramik 12.-15./16. Jh. Erste Erwähnung 952 in der vermutlich im 13. Jh. gefälschten Stiftungsurkunde des Klosters Pöhlde, 1519 nicht mehr bewohnt, 1577 als Wüstung genannt. | 28944556 | BW   |
| 51° 36′ 50″ N, 10° 16′ 48″ O | Hattorf am Harz 121, Grabhügel            | Durchmesser ca. 20 m und Höhe ca. 1 – 1,5 m. Ebenmäßig hochgewölbt. Im Süden von Forstweg angeschnitten. Sonst keine Störungen. | 28944095 | BW   |

### Hattorf am Harz 3
- ID:28943699
- Gruppe von zehn ebenmäßig gewölbten Hügeln, meist gut erhalten, lediglich bei drei sind Spuren von früheren Grabungen.

| Lage                         | Bezeichnung        | Beschreibung | ID       | Bild |
| ---------------------------- | ------------------ | --- | -------- | ---- |
| 51° 36′ 42″ N, 10° 17′ 39″ O | Hattorf am Harz 3  | Durchmesser ca. 20 m und Höhe ca. 1 m. Flach gewölbt. Rand im Osten flacher auslaufend. Nordhälfte durch Fahrweg eingeschnitten. Ansonsten ungestört.                                                   | 28943700 | BW   |
| 51° 36′ 43″ N, 10° 17′ 36″ O | Hattorf am Harz 4  | Durchmesser ca. 23 m und Höhe ca. 1,3 m. Hochgewölbt, von der Nordseite gemessen gut 1,8 m. Rand allmählich auslaufend. In der Mitte flache Einsenkung, im Westbereich durch Holzrücken eingeschnitten. | 28943701 | BW   |
| 51° 36′ 43″ N, 10° 17′ 32″ O | Hattorf am Harz 5  | Durchmesser ca. 20 m und Höhe ca. 1 m. Ebenmäßig gewölbt. Rand allmählich auslaufend. In der Mitte flache Einsenkung.                                                                                   | 28943702 | BW   |
| 51° 36′ 43″ N, 10° 17′ 30″ O | Hattorf am Harz 6  | Durchmesser ca. 11 m und Höhe ca. 0,4 m. Flach und ebenmäßig gewölbt. Rand flach auslaufend, keine Störung.                                                                                             | 28943703 | BW   |
| 51° 36′ 43″ N, 10° 17′ 29″ O | Hattorf am Harz 7  | Durchmesser ca. 13 m und Höhe ca. 0,4 m. Flach gewölbt. Rand flach auslaufend. Keine Störung. | 28943704 | BW   |
| 51° 36′ 44″ N, 10° 17′ 28″ O | Hattorf am Harz 8  | Durchmesser ca. 25 m und Höhe ca. 1 m. Weit und ebenmäßig gewölbt. Rand allmählich auslaufend. Keine erkennbare Störung.                                                                                | 28943705 | BW   |
| 51° 36′ 44″ N, 10° 17′ 30″ O | Hattorf am Harz 10 | Durchmesser ca. 25 m und Höhe ca. 1,2 m. Weit und ebenmäßig gewölbt. Rand allmählich auslaufend. Ohne erkennbare Störung.                                                                               | 28943707 | BW   |
| 51° 36′ 46″ N, 10° 17′ 29″ O | Hattorf am Harz 11 | Durchmesser ca. 20 m und Höhe ca. 0,6 m. Weit und ebenmäßig gewölbt. Rand allmählich auslaufend. Ohne erkennbare Störung.                                                                               | 28943708 | BW   |
| 51° 36′ 44″ N, 10° 17′ 30″ O | Hattorf am Harz 12 | Durchmesser ca. 14 m und Höhe ca. 1 m. Ebenmäßig gewölbt. Rand allmählich auslaufend. In der Mitte flache Einsenkung. Am Westrand Störung durch Windwurf.                                               | 28943709 | BW   |
| 51° 36′ 44″ N, 10° 17′ 28″ O | Hattorf am Harz 13 | Durchmesser ca. 14 m und Höhe ca. 0,5 m. Ebenmäßig flach gewölbt. Rand sanft auslaufend. Ohne erkennbare Störung.                                                                                       | 28943710 | BW   |
| 51° 36′ 45″ N, 10° 17′ 29″ O | Hattorf am Harz 14 | Durchmesser ca. 20 m und Höhe ca. 1,2 m. Ebenmäßig und weit gewölbt. Rand allmählich auslaufend. Ohne erkennbare Störung.                                                                               | 28943711 | BW   |

### Hattorf am Harz 38
- ID:28943828
- 12 ebenmäßig gewölbte Hügel, meist gut erhalten. Lediglich bei 5 Hügeln Spuren von früheren Grabungen, 3 weitere Hügel durch Fastweg beschädigt bzw. gefährdet.

| Lage                         | Bezeichnung        | Beschreibung | ID       | Bild |
| ---------------------------- | ------------------ | --- | -------- | ---- |
| 51° 37′ 41″ N, 10° 14′ 21″ O | Hattorf am Harz 38 | Durchmesser ca. 15 m und Höhe ca. 0,6 m. Flach gewölbt mit allmählich auslaufendem Rand. Südliches Drittel vom Fastweg angeschnitten und planiert, sonst keine Störung. | 28943829 | BW   |
| 51° 37′ 42″ N, 10° 14′ 21″ O | Hattorf am Harz 39 | Durchmesser ca. 21,7 – 22 m und Höhe ca. 1,3 m. Ebenmäßig gewölbt. Rand allmählich auslaufend. Einzelne flache Einsenkungen, sonst keine Störung.                       | 28943830 | BW   |
| 51° 37′ 42″ N, 10° 14′ 23″ O | Hattorf am Harz 40 | Durchmesser ca. 23 m und Höhe ca. 1,3 m. Ebenmäßig gewölbt. Rand allmählich auslaufend. Einzelne flache Einsenkungen, wirkt länglich (N-S orientiert).                  | 28943831 | BW   |
| 51° 37′ 43″ N, 10° 14′ 23″ O | Hattorf am Harz 41 | Durchmesser ca. 15,6 m und Höhe ca. 0,9 m. Ebenmäßig weit und flach gewölbt. Rand allmählich auslaufend. Keine Störung erkennbar.                                       | 28943832 | BW   |
| 51° 37′ 44″ N, 10° 14′ 23″ O | Hattorf am Harz 42 | Durchmesser ca. 17 m und Höhe ca. 1,2 m. Ebenmäßig weit gewölbt. Rand allmählich auslaufend. Einzelne flache Einsenkungen, sonst keine Störungen.                       | 28943833 | BW   |
| 51° 37′ 44″ N, 10° 14′ 21″ O | Hattorf am Harz 43 | Durchmesser ca. 18 m und Höhe ca. 0,8 m. Hoch gewölbt. Rand allmählich auslaufend. Einzelne flache Einsenkungen, sonst keine Störungen.                                 | 28943834 | BW   |
| 51° 37′ 43″ N, 10° 14′ 21″ O | Hattorf am Harz 44 | Durchmesser ca. 21 m und Höhe ca. 1,5 m. Ebenmäßig gewölbt. Rand allmählich auslaufend. 2 Eingrabungen (kastenförmig) auf O-Seite.                                      | 28943835 | BW   |
| 51° 37′ 43″ N, 10° 14′ 19″ O | Hattorf am Harz 45 | Durchmesser ca. 19,5 m und Höhe ca. 1 m. Ebenmäßig gewölbt. Rand allmählich auslaufend. Von SW nach NO verläuft ein Forstweg über die Mitte.                            | 28943836 | BW   |
| 51° 37′ 44″ N, 10° 14′ 20″ O | Hattorf am Harz 46 | Durchmesser ca. 18,2 m und Höhe ca. 1 m. Ebenmäßig gewölbt. Rand allmählich auslaufend.                                                                                 | 28943837 | BW   |
| 51° 37′ 43″ N, 10° 14′ 23″ O | Hattorf am Harz 47 | Durchmesser ca. 17,5 m und Höhe ca. 0,6 m. Ebenmäßig gewölbt. Rand allmählich auslaufend. Ohne erkennbare Störung.                                                      | 28943838 | BW   |
| 51° 37′ 44″ N, 10° 14′ 19″ O | Hattorf am Harz 48 | Durchmesser ca. 20 m und Höhe ca. 1 m. Ebenmäßig gewölbt. Rand allmählich auslaufend. In der Mitte Senkung, sonst keine erkennbare Störung.                             | 28943839 | BW   |
| 51° 37′ 43″ N, 10° 14′ 22″ O | Hattorf am Harz 49 | Durchmesser ca. 17,4 m und Höhe ca. 1 m. Hoch gewölb. Rand allmählich auslaufend. Ohne erkennbare Störung.                                                              | 28943840 | BW   |

## Hörden
| Lage                         | Bezeichnung                        | Beschreibung | ID       | Bild |
| ---------------------------- | ---------------------------------- | --- | -------- | ---- |
| 51° 40′ 26″ N, 10° 17′ 58″ O | Hörden 3, Kalkburg bei Aschenhütte | Rest der Anlage bestehend aus Kernwerk, umgeben von einem Graben mit außen vorgelagertem Wall. Höhenunterschied Graben-Vorwall noch bis zu 3 m. Kernwerk noch 1 m höher, im SW vermutlich die Reste einer Toranlage | 28945203 |      |

## Wulften
| Lage                         | Bezeichnung           | Beschreibung | ID       | Bild |
| ---------------------------- | --------------------- | --- | -------- | ---- |
| 51° 38′ 2″ N, 10° 13′ 17″ O  | Wulften 3, Warte      | Annähernd viereckiges Wartepodest, Seitenlänge ca. 10 m, H. ca. 1,1 m, von flachem Auswurfgraben umgeben. Ungestört. Der Rotenberg bildete vom 14.-18. Jh. die Grenze zwischen dem zum Erzbistum Mainz gehörigen Eichsfeld und dem Fürstentum Braunschweig-Grubenhagen. | 28944197 | BW   |
| 51° 38′ 36″ N, 10° 11′ 35″ O | Wulften 6, Grabhügel  | Durchmesser ca. 12 m und Höhe ca. 0,9 m. Ebenmäßig gewölbt. Rand allmählich auslaufend, ohne Störung. | 28944200 | BW   |
| 51° 38′ 38″ N, 10° 11′ 26″ O | Wulften 13, Grabhügel | Durchmesser ca. 16 m und Höhe ca. 1,1 m. Ebenmäßig gewölbt. Rand allmählich auslaufend, im nördlichen Teil der Mitte neuere Eingrabung. | 28944207 | BW   |
| 51° 37′ 52″ N, 10° 13′ 33″ O | Wulften 17, Altstraße | * Teilstück ID: 35996141 | 28943714 | BW   |
| 51° 38′ 14″ N, 10° 12′ 41″ O | Wulften 18, Grabhügel | Durchmesser ca. 12 m und Höhe ca. 0,6 m. Ebenmäßig gewölbt. Rand allmählich auslaufend, N-Hälfte durch Wegebaumaßnahmen zerstört. | 28944212 | BW   |